# Burkard Neumayer

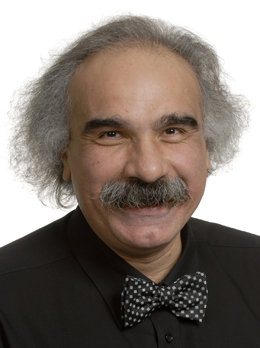
Burkard Neumayer (2020)

Burkard Neumayer (* 15. Januar 1956 in Würzburg) ist ein deutscher Mathematiker und Maler. Von 1988 bis 2022 war er ordentlicher Professor in Stuttgart mit Wohnsitz und Atelier in Würzburg.

## Leben
Burkard Neumayer wurde als Sohn des Kinderarztes Hans Neumayer und Adelheid Neumayer, geb. Schineller, in Würzburg-Frauenland geboren.  Neumayer hat zwei Kinder. Zu seinen Interessen  gehören  Mathematik, Philosophie, Abstrakte Malerei und Künstlerische Fotografie, insbesondere in Schwarz/Weiss.

### Ausbildung
Neumayer schloss seine Schulzeit am Röntgengymnasium in Würzburg im Jahre 1975 mit der Allgemeinen Hochschulreife ab. Anschließend studierte er an der Universität Würzburg Mathematik und Philosophie mit den Nebenfächern Physik, Astronomie/Astrophysik, Pädagogik und Didaktik.
Wesentliche Forschungsbeiträge wurden von Neumayer im Bereich der Miniplatten-Osteosynthese geleistet, im Besonderen durch die Rekonstruktion des Nasengerüsts angepasster Nasen- und Kieferwinkelplatten.

### Hochschullehrer

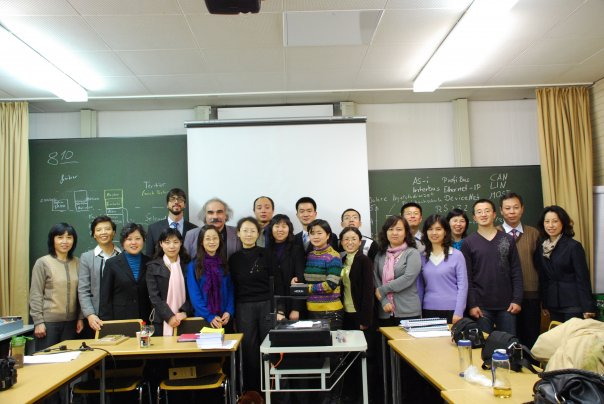
Neumayer mit einer Delegation der Peking-Universität (2009)

Neumayer hielt seine erste Vorlesung im Sommer 1984 an der Hochschule für Technik und Wirtschaft Offenburg, gefolgt von verschiedenen Lehraufträgen an den Fachhochschulen Würzburg und Hannover. Seit 1988 ist er ordentlicher Professor an der Dualen Hochschule Baden-Württemberg Stuttgart, State University. Er lehrt dort die Fächer Mathematik für Ingenieure, Signale und Systeme, Regelungstechnik, Software-Engineering, Grundlagen der Informatik  und Philosophische Grundlagenfragen der Technik und Naturwissenschaften. Betreuung von Studien-/Diplomarbeiten und Bachelor-Dissertations. Aus seinen Vorlesungen heraus sind sieben Lehrbücher entstanden, welche zu den Standardwerken der Mathematik und Informatik zählen. Diese werden ergänzt durch wissenschaftliche Publikationen aus dem Bereich Didaktik der Mathematik.
Burkard Neumayer engagiert sich besonders für die Weiterentwicklung der Dualen Hochschule und pflegt internationale Hochschulkontakte. Sein besonderes Interesse gilt Organisationsformen im tertiären Bildungsbereich, im Speziellen die vergleichende Untersuchung der Bildungssysteme in Deutschland und China.
Am 1. April 2022 wurde er mit Wirkung Dienstzeitende emeritiert. Seine „Last Lecture“ hielt er am 30. März 2022 mit dem Titel „Post-Kryptokunst: Unsere Welt nach NFTs“. Seit 2023 ist er Lehrbeauftragter der Hochschule Fulda, der TH Nürnberg und der Wilhelm Büchner Hochschule.

## Ehrenämter
- Seit 2019: Ehrenamtlicher Richter am Landgericht Würzburg.
- Seit 2022: Ehrenamtlicher Unterricht in Mathematik, Physik und Deutsch für Jugendliche mit Migrationshintergrund.

## Atelier

Neumayer mit DHBW-Präsidentin Martina Klärle beim Tag des offenen Ateliers (2023)

Neumayer ist bekannt geworden durch Arbeiten in der künstlerischen Fotografie (fine-art-photography) in Farbe und insbesondere in Schwarz-Weiss mit den dynamischen Schwerpunkten Abstraktion, Gegenständlichkeit, Detail, Strukturen, Porträt, Landschaft, Architektur, Akt, Provokation und Experiment. Die bedingungslose Orientierung am Objekt selbst, ohne dabei dessen Individualität zu gefährden, stellt den Ausgangspunkt seines photographischen Denkens dar. Inspirieren lässt er sich hierbei durch fotografische Exkursionen nach Sri Lanka, Österreich, Spanien, Frankreich, Italien, Holland in die Schweiz.

### Ausstellungen (Auszug)
- 2023: Vernissage Malerei und Mode – Zeitlose Farbspiele
- 2022: Tag des offenen Ateliers #14 – Sommerevent Würzburg
- 2020: Abstrakte Gegenständlichkeit – Gegenständliche Abstraktion
- 2019: Mephista-Magistra[3]
- 2018: Moderne Mystik
- 2017: Perspektiven
- 2016: Abstrakte Ästhetik
- 2015: Injektive Abstraktion
- 2014: Ausblickende Einblicke und Einblickende Ausblicke
- 2013: Wegunabhängigkeit[4]
- 2012: Provozierende Metamorphosen
- 2012: Kunst trifft Steuer VIII – Ausstellung „Vergangene Gegenwart“[5]
- 2008: Milieustudien
- 2004/05: Ausstellung Milchhof, Institut für Raumforschung[6]

### Fototextografie
- 2021: Propellerbar[7]
- 2021: Aschenputtel[8]
- 2021: Bijektion[9]
- 2022: Modepuppen[10]
- 2022: CIRCE Zauberin Hexe Göttin[11]
- 2022: Stilbruch[12]
- 2022: OpenDoors[13]
- 2023: Froschkönig[14]
- 2023: Hommage[15]
- 2023: Pocahontas[16]
- 2023: Jenseits der Zeit[17]
- 2023: Zeitlosigkeit[18]
- 2024: Göttin der Musen[19]
- 2024: Drachenlady[20]
- 2024: Sieben Musen[21]
- 2025: Lebenskurven[22]
- 2025: Provokation der Zeitlosigkeit[23]
- 2025: Zwölf Musen[24]

## Lehr- und Fachbücher
- Mathematik für Ingenieure I[25]
- Mathematik für Ingenieure II[26]
- Mathematik für Ingenieure III[27]
- Mathematik für Ingenieure III – Aufgaben und Übungen[28]
- Rechnernetze und Datensicherheit[29]
- Methoden der Datenbankentwicklung[30]